# Paul Flatters
Paul François Xavier Flatters (Laval, 16 settembre 1832 – Bir el-Garama, 16 febbraio 1881) è stato un esploratore e militare francese.
Dopo aver frequentato il Liceo di Laval, intraprese la carriera militare. Sottotenente di fanteria nel 1853, venne promosso tenente nel 1855 sotto le mura di Sebastopoli, e poi capitano nel 1864 e comandante di battaglione nel 1871. Fece quasi tutta la sua carriera in Algeria, dove venne a lungo impiegato nei bureaux arabes. 
Promosso tenente-colonnello il 3 maggio 1879, era da poco rientrato in Francia quando il governo lo chiamò a far parte dell'alta commissione incaricata di studiare il modo di collegare l'Algeria al Sudan francese (oggi Mali) mediante ferrovia. Nel mese di novembre dello stesso anno, veniva mandato in Algeria per intraprendere un'esplorazione destinata a rendere celebre il suo nome. Era incaricato di effettuare una ricognizione del percorso che lui stesso aveva indicato come il più propizio alla costruzione della ferrovia che si progettava. Dopo una prima missione durata diversi mesi nel 1880, alla fine dello stesso anno partì per una seconda missione nel Sahara, che si concluse tragicamente, dal momento che Flatters e quasi tutti i suoi collaboratori vennero massacrati da un gruppo di Tuareg ostili alla presenza francese nei loro territori. Il massacro della missione Flatters causò un brusco arresto alla penetrazione francese nel Sahara. Ma se questa penetrazione riprese alcuni anni dopo (in particolare quando la sanguinosa battaglia di Tit, nel 1902, ebbe "vendicato" Flatters e compagni), il progetto di una ferrovia transcontinentale venne definitivamente archiviato.